# František Lepař

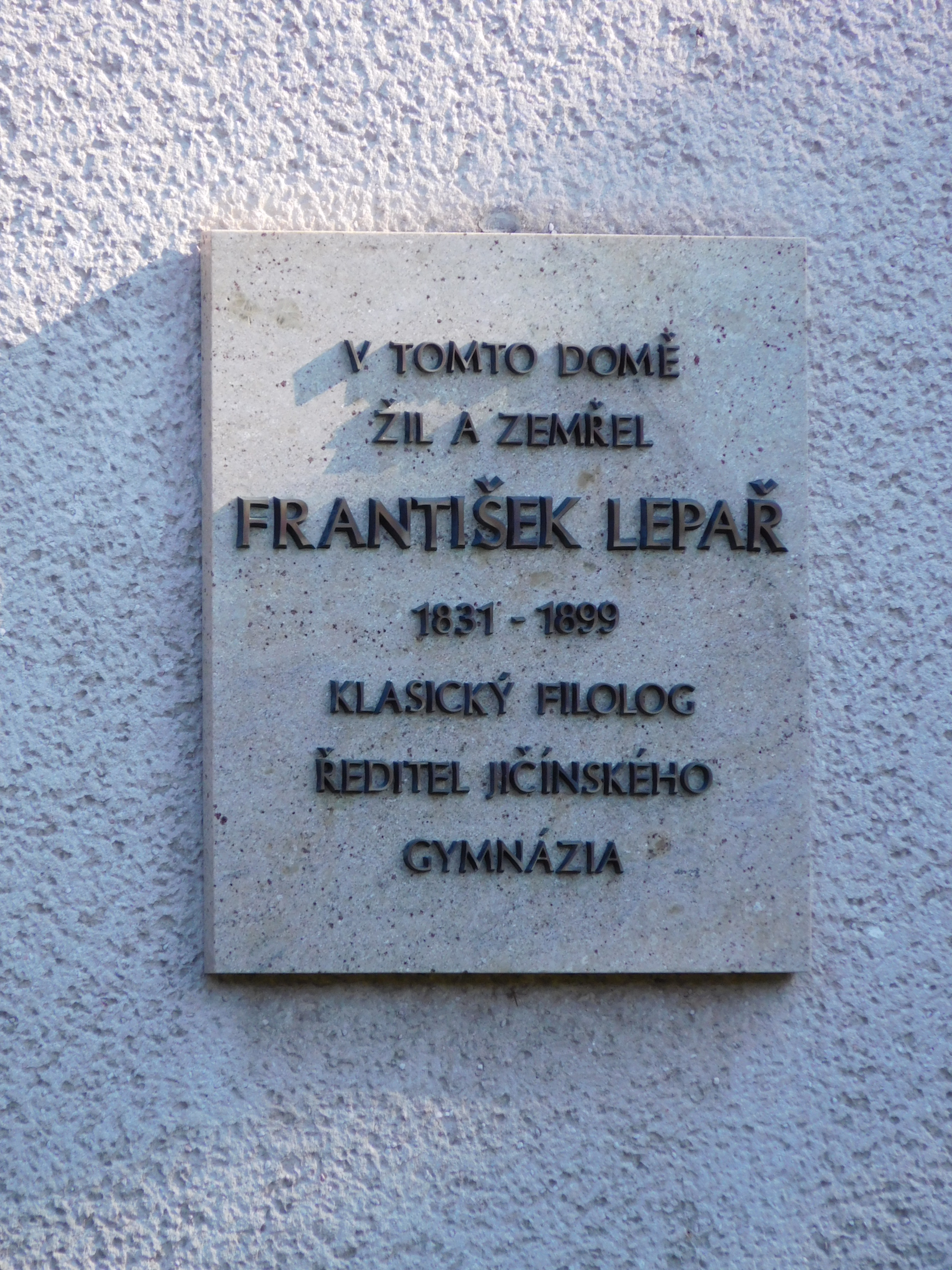
Pamětní deska F. Lepaře v Jičíně

František Lepař (1. srpna 1831, Lipňany – 21. prosince 1899, Jičín) byl český klasický filolog, překladatel a autor řecko-českých slovníků.

## Život
V letech 1843–1851 studoval na gymnáziu v Kroměříži a v Olomouci, od roku 1851 studoval klasickou filologii v Olomouci a po zrušení olomoucké filosofické fakulty v letech 1852–1855 na Univerzitě Karlově v Praze. Krátce působil jako suplent na gymnáziu v České Lípě a od roku 1856 až do svého emeritování roku 1891 na gymnáziu v Jičíně. V letech 1871–1891 byl jeho ředitelem a gymnázium se po něm dnes také jmenuje.
Zemřel roku 1899 v Jičíně a je pochován na zdejším městském hřbitově.

## Dílo
František Lepař se zasloužil o propagaci a organizaci turistiky na Jičínsku. Na ustavující valné hromadě dne 3. dubna 1892 založil odbor Klubu českých turistů Jičín. Měl 29 členů a prvním předsedou byl zvolen právě František Lepař. V roce 1896 se ujal práce na vydání průvodce, který pod názvem Okolí Jičínska vyšel nákladem KČT v Praze. V roce 2016 byl uveden do Síně slávy české turistiky.
Nejvýznamnějším Lepařovým dílem jsou Homérovský slovník řecko-český (1886–1887) a Nehomérovský slovník řecko-český (1891–1892). Kromě toho vydal učebnici řečtiny, několik překladů z klasických jazyků (Bajky aisópovské 1881) a několik článků filologických a historických.

## Rodina
- Syn Vladislav Lepař je autorem prvního průvodce Prachovské skály u Jičína (1893)
- Bratr Jan Lepař (1827–1902) byl rovněž středoškolským pedagogem působícím v Praze.